# Kirche Plibischken
Die Kirche Plibischken (russisch Кирха Плибишена) ist ein viereckiger Bau aus Feldsteinen und Ziegeln und wurde 1773 errichtet. Bis 1945 war das Bauwerk evangelisches Gotteshaus für die ostpreußische Kirchengemeinde Plibischken, dem heutigen Gluschkowo in der russischen Oblast Kaliningrad.

## Geographische Lage
Das heutige Gluschkowo liegt am nördlichen Ufer des Pregel (russisch: Pregolja) nordöstlich der früheren Kreisstadt Snamensk und westlich der jetzigen Rajonshauptstadt Tschernjachowsk. Durch das Dorf führt eine Nebenstraße, die von Sirenjewka bei Meschduretschje zur Fernstraße A 216, heute auch Europastraße 77 unweit von Kudrjawzewo (Kuglacken) führt. Die nächste Bahnstation ist Puschkarjowo (Puschdorf) an der Bahnstrecke Kaliningrad–Nesterow.

## Kirchengebäude
Die Plibischker Kirche wurde 1773 errichtet und ging auf ein Vorgängergebäude zurück, das bereits 1451 urkundlich erwähnt wurde. Bei dem Gebäude handelt es sich um ein Viereck aus Feldsteinen und Ziegeln mit massivem, oben mit einer Laterne abschließenden Turm. Der Kircheninnenraum war mit einer flachen Decke versehen. Die Bänke waren ganz auf den Kanzelaltar ausgerichtet. 1783 erhielt die Kirche eine Orgel. Das Geläut bestand aus zwei Glocken, die ehemals in einem separaten Glockenstuhl untergebracht waren.
Der Neubau der Kirche im Jahre 1773 wurde erforderlich, nachdem bei der Eroberung Ostpreußens durch die russische Armee während des Siebenjährigen Krieges die Kirche 1757 abgebrannt war. Der russische Feldmarschall Graf Apraxin hatte Plibischken zur Plünderung freigegeben.
Eine Plünderung Plibischkens erfolgte auch 1807 beim Einmarsch der Franzosen in Ostpreußen. Hier aber gelang es unter großen Mühen, eine Zerstörung der Kirche zu verhindern.
Den Zweiten Weltkrieg überstand die Kirche unbeschadet. Im Jahre 1950 allerdings stürzte das Kreuz mit der Kugel vom Kirchturmdach. Wegen fehlender Restaurierungsmaßnahmen mussten 1960 ganze Teile des Turms abgerissen werden. Das Kirchengebäude wurde zweckentfremdet und zu einem Gemeinschaftshaus mit Bühne und Billardraum umgebaut. Asbestzementplatten bilden heute die Abdeckung des jetzt Dom Kultury („Kulturhaus“) genannten Gebäudes.

## Kirchengemeinde
Plibischken soll das einzige prußische Kirchdorf in Ostpreußen gewesen sein, möglicherweise gab es hier sogar ein Kloster. Es gibt Hinweise, dass das alte Pfarrhaus ein umgebautes Klostergebäude mit vier Ecktürmen gewesen sein soll. Doch brannte dieses Haus zwischen 1647 und 1686 ab. Die lutherische Lehre hielt in dem vorreformatorischen Kirchdorf relativ früh Einzug, bereits 1528 wurde ein evangelischer Prediger genannt. Im 16. Jahrhundert wurden die Gottesdienste wegen des Zuzugs vieler Litauer in Plibischken auch in litauischer Sprache gehalten. Bis 1945 war die Pfarrei dem Kirchenkreis Wehlau in der Kirchenprovinz Ostpreußen der Kirche der Altpreußischen Union zugeordnet. Im Jahre 1925 zählte das Kirchspiel mehr als 2.000 Gemeindeglieder, die in 19 verschiedenen Kirchspielorten lebten.
Aufgrund von Flucht und Vertreibung der einheimischen Bevölkerung sowie der restriktiven Religionspolitik in der Zeit der Sowjetunion kam nach 1945 in dem dann Gluschkowo genannten Ort das kirchliche Leben zum Erliegen.
Erst in den 1990er Jahren ließ es die politische Entwicklung zu, dass sich im nahegelegenen Dorf Talpaki (Taplacken) eine evangelisch-lutherische Gemeinde neu gründete, in deren Einzugsbereich heute der Ort liegt. Talpaki ist eine Filialgemeinde der Auferstehungskirche in Kaliningrad (Königsberg) in der Propstei Kaliningrad der Evangelisch-lutherischen Kirche Europäische Russland.

### Kirchspielorte
Zum Kirchspiel Plibischken zählte neben dem Pfarrort 18 größere und kleinere Ortschaften (* = Schulorte):
| Name                                | Russischer Name    |
| ----------------------------------- | ------------------ |
| *Alt Ilischken                      | Diwnoje            |
| Bienenberg                          |                    |
| *Groß Ponnau                        | Krasnooktjabrskoje |
| Jägerkrug                           |                    |
| Jakobsdorf                          | Jakowlewo          |
| Julienfelde                         |                    |
| Kallehnen                           | Rjabinowoje        |
| Kekorischken, 1938–1946: Auerbach   | Okunjowo           |
| Klein Ponnau                        |                    |
| Kuglacken                           | Kudrjawzewo        |
| Nassenreuter                        |                    |
| Neu Ilischken                       | Bobruiskoje        |
| *Pelkeninken                        | Kabanowo           |
| Ramten                              |                    |
| *Tölteninken                        | Rostowskoje        |
| Wangeninken, 1938–1946: Wangeningen |                    |
| Warnien                             | Sobolewo           |
| Warnienhof                          | Belinskoje         |

### Pfarrer
Ein Präzentor an der Kirche Pliblischken war August Harner. Er starb als Pfarrer in Dawillen. 21 evangelische Geistliche amtierten von der Reformation bis 1945 in Plibischken:
- Alexius Mönch, 1528/1529
- Franciscus Krause, bis 1571
- Samuel Sperber, 1571–1607
- Jacob Malichius, 1607–1647
- Johann Martin Wiedemann, 1641–1688
- Erhard Wiedemann, 1674–1718
- Johann Hassenstein, 1705–1715
- Georg Abraham Baltzer, 1715–1719
- Johann Hassenstein, 1720–1743
- Johann Friedrich von Essen, 1743–1780
- Johann Friedrich Haack, 1780–1804
- Siegfried Ostermeyer, 1805–1821
- Friedrich Wilhelm Arnoldt, 1822–1855
- Franz Otto Leopold Unruh, 1855–1880[10]
- Heinrich List, 1880–1898
- Fr. Martin Traugott Herrmann, 1897–1899
- Richard Alfred Rose, 1898–1921
- Bernhard Gensch, 1922–1932
- Waldemar Jobs, ab 1933
- Kurt Schlösser, 1937–1939
- Erich Woronowicz, 1938–1945

Koordinaten: 54° 40′ N, 21° 25′ O